# Andrew McLean (chính khách Mỹ)
Andrew McLean là một chính khách người Mỹ đến từ Maine. McLean, một đảng Dân chủ, đã được bầu vào Hạ viện Maine năm 2012. Ông đại diện cho Quận 27, bao gồm một phần của Gorham.
Ông là người đồng tính công khai. Ông là một trong sáu thành viên đồng tính công khai của Cơ quan lập pháp Maine, cùng với Sen. Justin Chenette (D–Saco) và Reps. Matt Moonen (D–Portland), Ryan Fecteau (D–Biddeford), Lois Galgay Reckitt (D–South Portland) và Craig Hickman (D–Winthrop).